# بلانکا فلیکس
بلانکا فلیکس (انگلیسی: Blanca Félix؛ زادهٔ ۲۵ مارس ۱۹۹۶) بازیکن فوتبال اهل مکزیک است.
وی همچنین در تیم ملی فوتبال زنان مکزیک بازی کرده‌است.